# Aphanomerus bicolor
Aphanomerus bicolor är en stekelart som beskrevs av Perkins 1905. Aphanomerus bicolor ingår i släktet Aphanomerus och familjen gallmyggesteklar. Inga underarter finns listade i Catalogue of Life.